# Maloje Wassilkowo
Maloje Wassilkowo (russisch Малое Васильково, deutsch Neudamm (Gut)) ist ein Ort in der russischen Oblast Kaliningrad. Er gehört zur kommunalen Selbstverwaltungseinheit Stadtkreis Gurjewsk im Rajon Gurjewsk.

## Geographische Lage
Maloje Wassilkowo liegt nordöstlich der Oblasthauptstadt Kaliningrad (Königsberg) und südlich der Kreisstadt Gurjewsk (Neuhausen) an der Nordspitze des osero Tschisty Prud (Lauther Mühlenteich). 

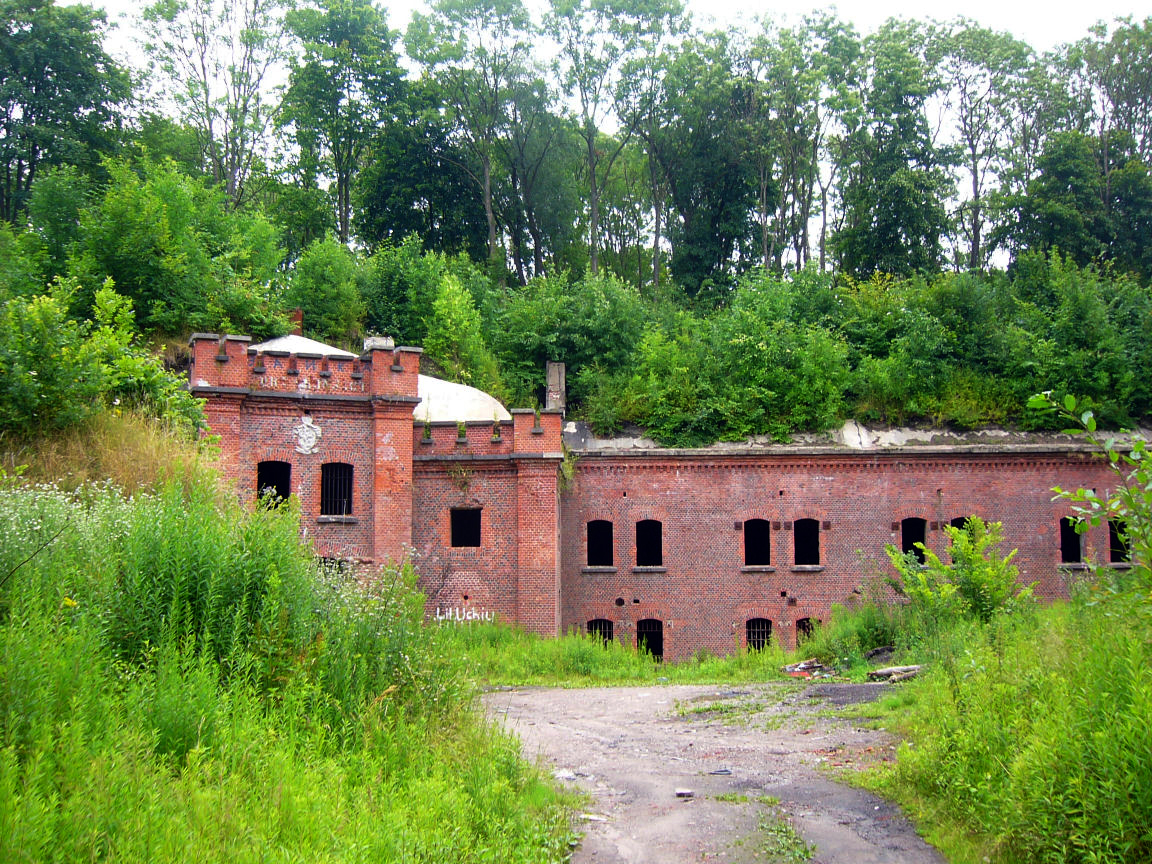
Das Fort 2 Bronsart bei Maloje Wassilikowo

Bei Maloje Wassilkowo endet die nordöstliche Ausfallstraße von Kaliningrad und geht in die Regionalstraße 27A-024 (ex A190) nach Polessk (Labiau) und Bolschakowo (Groß Skaisgirren, 1938–1946 Kreuzingen) über. Bis 1945 war Neudamm eine Bahnstation an der Strecke von Kaliningrad nach Prawten (russisch: Lomonossowo) und Possindern (Roschtschino) nach Tapiau (Gwardeisk) der Königsberger Kleinbahn.
In unmittelbarer Nähe von Maloje Wassilkowo liegen zwei der Fortifikationsbauten Königsbergs: das Fort 1a Groeben und das Fort 2 Bronsart, benannt nach Karl von der Groeben bzw. Paul und Walther Bronsart von Schellendorff.

## Geschichte
Das bis 1946 Neudamm genannte Gutsdorf wurde 1874 in den neu errichteten Amtsbezirk Bulitten (russisch: Awangardnoje) eingegliedert und gehörte bis 1939 zum Landkreis Königsberg (Preußen), danach bis 1945 zum Landkreis Samland im Regierungsbezirk Königsberg der preußischen Provinz Ostpreußen. 1910 zählte Neudamm 92 Einwohner.
Am 30. September 1928 verlor Neudamm seine Eigenständigkeit und wurde mit dem Nachbarort Tropitten (russisch: Kumatschowo) nach Maneln (nicht mehr existent) eingemeindet.
1945 kam Neudamm mit dem nördlichen Ostpreußen zur Sowjetunion. Der bisherige Gutsteil des Ortes wurde in einen Sowchos umgewandelt, der sich mit dem Anbau von Gemüse beschäftigte (zunächst Militärsowchos Nr. 10, später Sowchos Nr. 55). Dieser gehörte zunächst mit zum Ort Wassilkowo (Neudamm (Dorf)). Spätestens 1975 wurde der Ort unter der Bezeichnung Maloje Wassilkowo ein eigenständiger Ort im Dorfsowjet Kutusowski selski Sowet. Von 2008 bis 2013 gehörte Maloje Wassilkowo zur Landgemeinde Kutusowskoje selskoje posselenije und war sogar deren Gemeindesitz. Seither gehört der Ort zum Stadtkreis Gurjewsk.

## Kirche
Vor 1945 war die überwiegend evangelische Bevölkerung Neudamms nach Neuhausen (heute russisch: Gurjewsk) eingepfarrt und gehörte somit zum Kirchenkreis Königsberg-Land II innerhalb der Kirchenprovinz Ostpreußen der Kirche der Altpreußischen Union. Letzter deutscher Geistlicher war Pfarrer Herbert Schott.
Heute liegt Maloje Wassilkowo im Einzugsbereich der evangelisch-lutherischen Auferstehungskirche in Kaliningrad (Königsberg), der Hauptkirche der Propstei Kaliningrad der Evangelisch-lutherischen Kirche Europäisches Russland (ELKER).